# Cipanjalu
Cipanjalu is een bestuurslaag in het regentschap Bandung van de provincie West-Java, Indonesië. Cipanjalu telt 4854 inwoners (volkstelling 2010).